# باول باتلر (سياسي أمريكي)
باول باتلر (بالإنجليزية: Paul Butler)‏ هو محامي وسياسي أمريكي، ولد في 1905، وتوفي في 1961. حزبياً، نشط في الحزب الديمقراطي.